# Carlos Isaac Abrill
Carlos Isaac Abrill Galindo, (Lima, 4 de noviembre de 1863-Lima, 1925) fue un militar y político peruano. Participó en la guerra del Pacífico, peleando en la defensa de Lima y en la campaña de la Breña. Durante el gobierno provisorio del general Óscar R. Benavides fue ministro de Guerra y Marina (1914-1915) y presidente del Consejo de Ministros (1915). Volvió a ser ministro de Guerra durante el segundo gobierno de Augusto Leguía, aunque por breve tiempo, entre julio y agosto de 1919.

## Biografía
Fue hijo del coronel Máximo Isaac Abrill y de Jesús Galindo. Estudió en el Colegio Peruano. En 1877 ingresó a la Escuela Militar, de donde egresó en 1879 como subteniente de artillería, en plena guerra con Chile.
Fue destinado a la guarnición de la capital, que se hallaba amenazada por la invasión chilena. Ascendido a teniente, luchó en la batalla de San Juan y Chorrillos y en la batalla de Miraflores, en enero de 1881. Tras la ocupación de Lima por los chilenos se internó en la sierra central. Actuó en la Campaña de la Breña, bajo el mando del general Andrés A. Cáceres.
Ascendido a capitán en 1884, apoyó la revolución de Cáceres contra el gobierno del general Miguel Iglesias. En plena lucha ascendió a sargento mayor y participó en la toma de la capital, el  2 de diciembre de 1885, episodio que puso fin a la guerra civil. Posteriormente fue ascendido a teniente coronel en 1890, y a coronel en 1906.
Fue nombrado director del Arsenal de Guerra en 1906, inspector general de las sociedades de tiro y jefe de Estado Mayor del Ejército en 1912. En 1913 viajó comisionado a Europa. Retornó al año siguiente, ya bajo el gobierno provisorio del coronel Óscar R. Benavides, siendo designado ministro de Guerra y Marina, en reemplazo del coronel Augusto Bedoya Suárez.
El 14 de febrero de 1915 envió al Congreso un proyecto de ley sobre cuadros de jefes y oficiales del Ejército, que buscaba evitar ascensos sin merecimientos, fijando un número máximo de oficiales de cada rango. Fue aprobada por la Cámara de Diputados, más no en el Senado, quedando entonces archivado.
El 18 de febrero de 1915 asumió la presidencia del Consejo de Ministros, conservando la cartera de Guerra, ya en la fase final del régimen de Benavides. Le acompañaron en su gestión los ministros Solón Polo (Relaciones Exteriores), Víctor R. Benavides (Gobierno), Plácido Jiménez (Justicia), Enrique Oyanguren (Hacienda) y Francisco Alayza y Paz Soldán (Fomento).

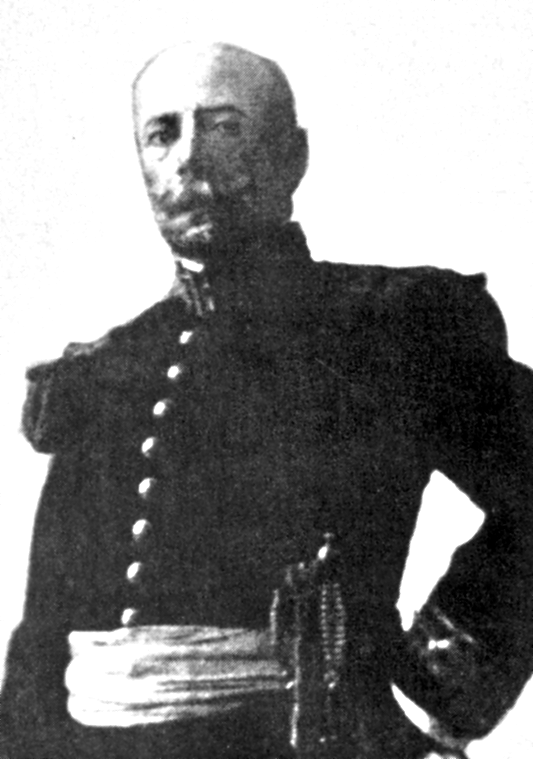
Carlos Isaac Abrill, como general de Brigada.

En 1915 fue incorporado al Consejo de Oficiales Generales. En 1916 fue ascendido a General de Brigada. Tras el golpe de Estado de Augusto B. Leguía de 4 de julio de 1919 y la conformación del gobierno provisional denominado Patria Nueva, volvió a ser ministro de Guerra y Marina, aunque por breve tiempo, entre julio y agosto de dicho año.
Retornó luego al Consejo de Oficiales Generales, del que fue nombrado presidente.